# Kavali
Kavali es una ciudad y  municipio situada en el distrito de Sri Potti Sriramulu Nellore en el estado de Andhra Pradesh (India). Su población es de 90099 habitantes (2011). Se encuentra a 58 km de Nellore y a 357 km de Hyderabad

## Demografía
Según el censo de 2011 la población de Kavali era de 90099 habitantes, de los cuales 44909 eran hombres y 45190 eran mujeres. Kavali tiene una tasa media de alfabetización del 79,49%, superior a la media estatal del 67,02%.

## Clima
| Parámetros climáticos promedio de Kavali (1995–2010, extremes 1995–2010) | Parámetros climáticos promedio de Kavali (1995–2010, extremes 1995–2010) | Parámetros climáticos promedio de Kavali (1995–2010, extremes 1995–2010) | Parámetros climáticos promedio de Kavali (1995–2010, extremes 1995–2010) | Parámetros climáticos promedio de Kavali (1995–2010, extremes 1995–2010) | Parámetros climáticos promedio de Kavali (1995–2010, extremes 1995–2010) | Parámetros climáticos promedio de Kavali (1995–2010, extremes 1995–2010) | Parámetros climáticos promedio de Kavali (1995–2010, extremes 1995–2010) | Parámetros climáticos promedio de Kavali (1995–2010, extremes 1995–2010) | Parámetros climáticos promedio de Kavali (1995–2010, extremes 1995–2010) | Parámetros climáticos promedio de Kavali (1995–2010, extremes 1995–2010) | Parámetros climáticos promedio de Kavali (1995–2010, extremes 1995–2010) | Parámetros climáticos promedio de Kavali (1995–2010, extremes 1995–2010) | Parámetros climáticos promedio de Kavali (1995–2010, extremes 1995–2010) |
| Mes                                                                      | Ene.                                                                     | Feb.                                                                     | Mar.                                                                     | Abr.                                                                     | May.                                                                     | Jun.                                                                     | Jul.                                                                     | Ago.                                                                     | Sep.                                                                     | Oct.                                                                     | Nov.                                                                     | Dic.                                                                     | Anual                                                                    |
| ------------------------------------------------------------------------ | ------------------------------------------------------------------------ | ------------------------------------------------------------------------ | ------------------------------------------------------------------------ | ------------------------------------------------------------------------ | ------------------------------------------------------------------------ | ------------------------------------------------------------------------ | ------------------------------------------------------------------------ | ------------------------------------------------------------------------ | ------------------------------------------------------------------------ | ------------------------------------------------------------------------ | ------------------------------------------------------------------------ | ------------------------------------------------------------------------ | ------------------------------------------------------------------------ |
| Temp. máx. abs. (°C)                                                     | 34.5                                                                     | 38.2                                                                     | 40.8                                                                     | 44.2                                                                     | 47.2                                                                     | 45.2                                                                     | 40.2                                                                     | 39.5                                                                     | 39.8                                                                     | 38.2                                                                     | 35.6                                                                     | 32.6                                                                     | 47.2                                                                     |
| Temp. máx. media (°C)                                                    | 29.8                                                                     | 31.7                                                                     | 34.1                                                                     | 36.3                                                                     | 39.3                                                                     | 37.8                                                                     | 35.8                                                                     | 34.9                                                                     | 34.6                                                                     | 32.4                                                                     | 30.5                                                                     | 29.4                                                                     | 33.9                                                                     |
| Temp. mín. media (°C)                                                    | 20.5                                                                     | 21.8                                                                     | 23.9                                                                     | 26.3                                                                     | 28.4                                                                     | 28.4                                                                     | 27.2                                                                     | 26.6                                                                     | 26.1                                                                     | 25.1                                                                     | 23.2                                                                     | 21.2                                                                     | 24.9                                                                     |
| Temp. mín. abs. (°C)                                                     | 16.4                                                                     | 18.2                                                                     | 19.0                                                                     | 20.4                                                                     | 21.6                                                                     | 21.3                                                                     | 21.3                                                                     | 22.3                                                                     | 21.8                                                                     | 19.5                                                                     | 18.0                                                                     | 17.2                                                                     | 16.4                                                                     |
| Lluvias (mm)                                                             | 25.5                                                                     | 26.1                                                                     | 9.7                                                                      | 12.0                                                                     | 80.0                                                                     | 60.8                                                                     | 78.1                                                                     | 105.1                                                                    | 118.7                                                                    | 359.9                                                                    | 280.9                                                                    | 76.2                                                                     | 1235.0                                                                   |
| Días de lluvias (≥ 1 mm)                                                 | 0.7                                                                      | 1.0                                                                      | 0.4                                                                      | 0.8                                                                      | 2.2                                                                      | 3.8                                                                      | 5.5                                                                      | 6.6                                                                      | 6.8                                                                      | 9.9                                                                      | 8.8                                                                      | 3.4                                                                      | 49.7                                                                     |
| Humedad relativa (%)                                                     | 68                                                                       | 66                                                                       | 67                                                                       | 68                                                                       | 54                                                                       | 48                                                                       | 53                                                                       | 56                                                                       | 63                                                                       | 72                                                                       | 74                                                                       | 72                                                                       | 75                                                                       |
| Fuente: India Meteorological Department                                  |                                                                          |                                                                          |                                                                          |                                                                          |                                                                          |                                                                          |                                                                          |                                                                          |                                                                          |                                                                          |                                                                          |                                                                          |                                                                          |